# CPSF4L
CPSF4L (англ. Cleavage and polyadenylation specific factor 4 like) – білок, який кодується однойменним геном, розташованим у людей на 17-й хромосомі. Довжина поліпептидного ланцюга білка становить 179 амінокислот, а молекулярна маса — 20 727.
| 10         |  | 20         |  | 30         |  | 40         |  | 50         |
| ---------- |  | ---------- |  | ---------- |  | ---------- |  | ---------- |
| MQEVIAGLER |  | FTFAFEKDVE |  | MQKGTGLLPF |  | QGMDKSASAV |  | CNFFTKGLCE |
| KGKLCPFRHD |  | RGEKMVVCKH |  | WLRGLCKKGD |  | HCKFLHQYDL |  | TRMPECYFYS |
| KFGDCSNKEC |  | SFLHVKPAFK |  | SQDCPWYDQG |  | FCKDGPLCKY |  | RHVPRIMCLN |
| YLVGFCPEGP |  | KCQFAQKIRE |  | FKLLPGSKI  |  |            |  |            |

A: Аланін

C: Цистеїн

D: Аспарагінова кислота

E: Глутамінова кислота

F: Фенілаланін

G: Гліцин

H: Гістидин

I: Ізолейцин

K: Лізин

L: Лейцин

M: Метіонін

N: Аспарагін

P: Пролін

Q: Глутамін

R: Аргінін

S: Серин

T: Треонін

V: Валін

W: Триптофан

Білок має сайт для зв'язування з іонами металів, іоном цинку, РНК. 